# Lehigh Acres
Lehigh Acres è una località degli Stati Uniti d'America classificata come CDP e situata in Florida, nella Contea di Lee.